# Love Hate

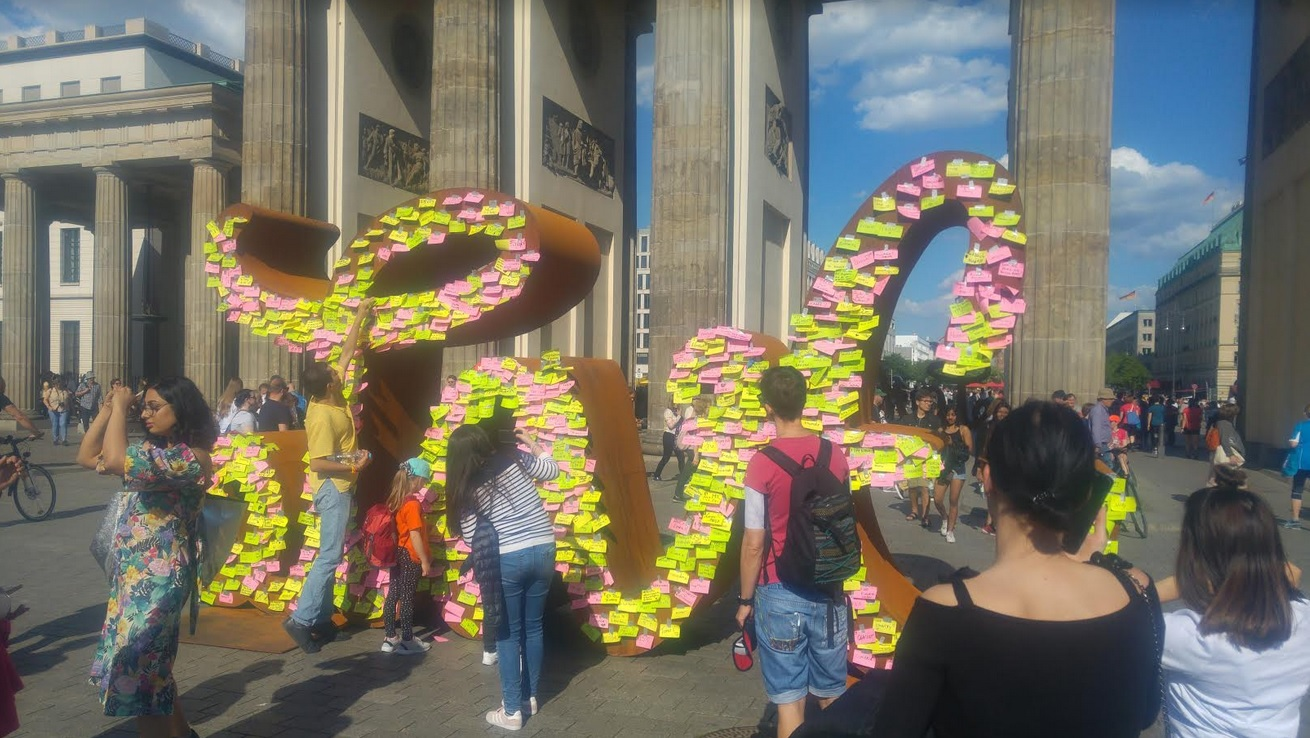
Love Hate vor dem Brandenburger Tor, 2019

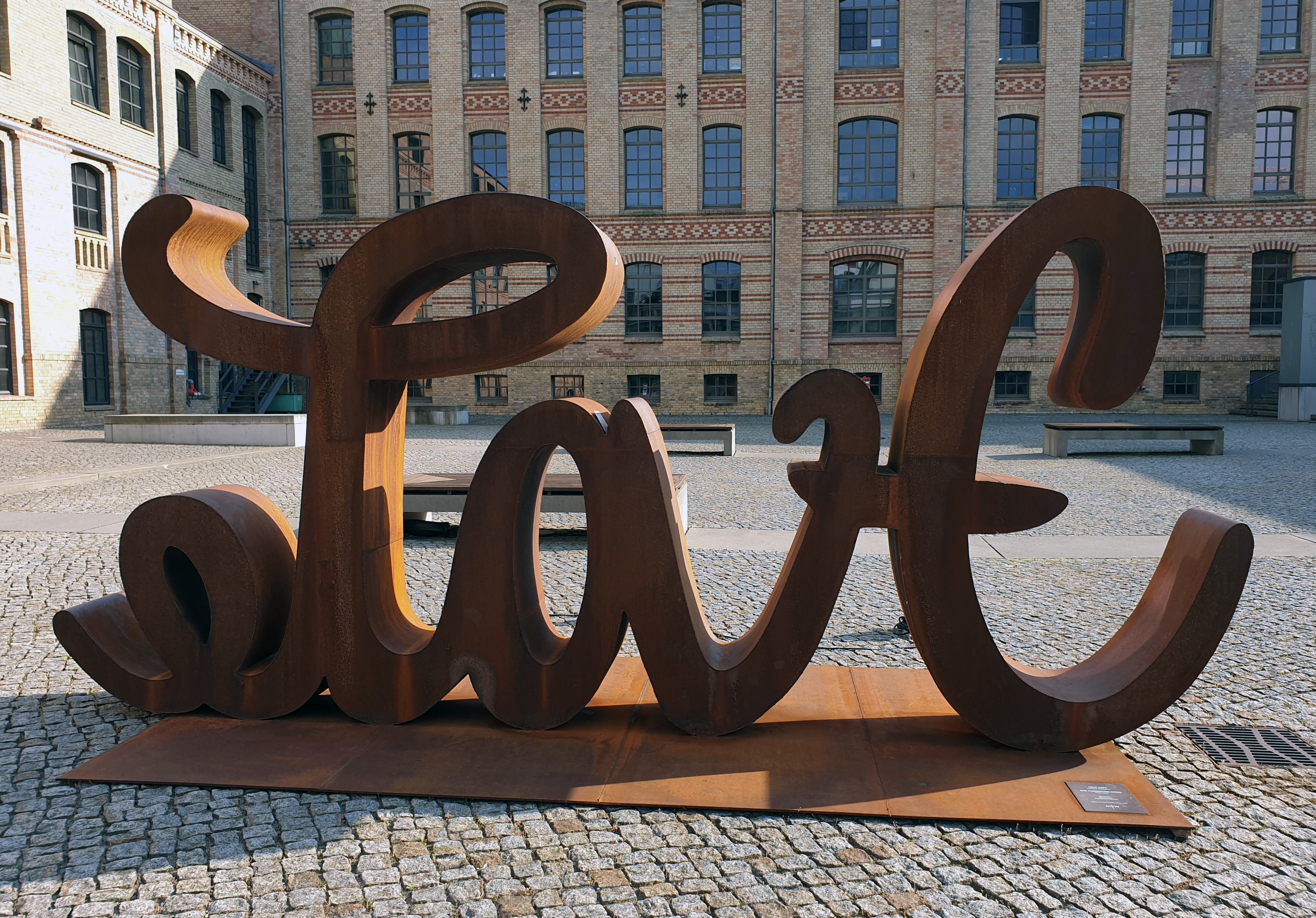
Love Hate in Berlin-Charlottenburg

Love Hate ist eine Skulptur im öffentlichen Raum der Performancekünstlerin Mia Florentine Weiss.

## Das Werk

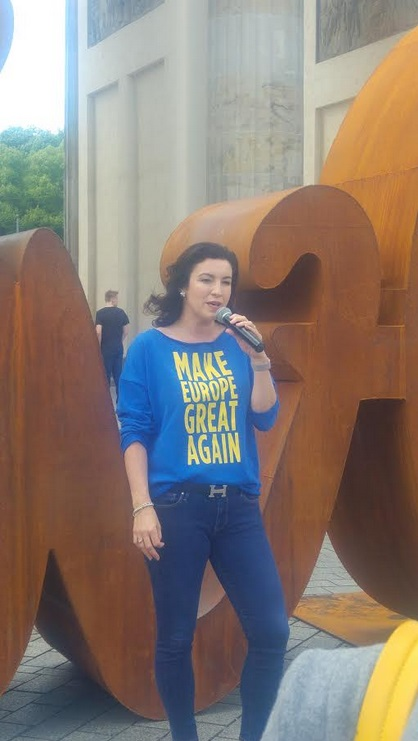
Dorothee Bär vor der Skulptur, 2019

Der Schriftzug liest sich von der einen Seite als Love, von der Rückseite hingegen als Hate. Tragende Idee der Künstlerin ist es, sich für den Erhalt der europäischen Idee einzusetzen und den „allgegenwärtigen Hass auf der Welt in Liebe um[zu]kehren“.
Mia Florentine Weiss trat 2015 anlässlich ihrer Einzelausstellung mit der Skulptur in die Öffentlichkeit, indem sie diese als permanentes öffentliches Kunstwerk vor dem Senckenberg Museum installierte. Unterstützt wurde die Errichtung durch die Familie von Metzler, die zu den Mäzenaten der Künstlerin zählt. 2018 wurde dieselbe Arbeit mehrere Monate vor dem Siegestor in München aufgebaut. Diese Aktion fand im Rahmen des gleichzeitig stattfindenden Faustfestivals und der Einzelausstellung bei Hubert Burda Media statt. Anlass war das Gedenkjahr „100 Jahre Beendigung des Ersten Weltkrieges“. Laut der Süddeutschen Zeitung avancierte die Skulptur schnell zum Instagram-Hit und Touristenmagneten. Im selben Jahr verlegte das Mönchehaus Museum Goslar eine Edition mit einer verkleinerten Version von Love/Hate. Mia Florentine Weiss versteht zudem die Skulptur als eine Botschaft für Demokratie und Humanismus, um den europäischen Gedanken nach der selbstgewählten Maxime „Make Love Not Hate“ zu stärken. Um diesen Gedanken in die Welt zu tragen, wurde anlässlich des Europawahljahres 2019 die Skulptur an unterschiedlichen Orten in verschiedenen europäischen Städten aufgestellt, wie z. B. vor dem Brandenburger Tor oder dem Bayerischen Nationalmuseum. Begleitet wurde dies von Happenings, Performances und Reden von Kulturschaffenden, wie z. B. Thomas Girst, dem Museumsdirektor Paul Spies, der Ministerin Dorothee Bär oder der Sängerin Madeleina Kay. Während des deutschen Vorsitzes im Rat der Europäischen Union 2020 wurde ihre "Love Hate" Skulptur im Rahmen ihres Projektes #fromBrusselswithLove in Berlin, Prag und auch in Brüssel vor dem europäischen Parlament aufgestellt, wie die Tagesthemen anlässlich von Angela Merkels Rede zur Übernahme des Ratsvorsitzes berichteten. Künstlerisches Anliegen ist es auf die Bedeutung des Friedens und der Notwendigkeit der Liebe in einer Zeit der politischen Spaltung und des Hasses zu verweisen. Die Performance findet mit Unterstützung des Auswärtigen Amtes und der Senatskanzlei Berlin statt.

## Tourdaten
- 8. April 2019: Bayerisches Nationalmuseum, München, DE
- 5. Mai 2019: Tipi am Kanzleramt, Berlin, DE
- 9. Mai 2019: Goetheplatz, Frankfurt am Main, DE
- 10. Mai 2019: Kaiserpfalz, Goslar, DE
- 16. Mai 2019: Domplatz, Würzburg, DE
- 18. Mai 2019: Brandenburger Tor, Berlin, DE
- 25. Mai 2019: Domplatz, Erfurt, DE
- 26. Mai 2019: Gendarmenmarkt, Berlin, DE
- 19. Juni 2019, EU-Parlament, Brüssel, BE
- 21. Juni 2019: Jeteé, Arcachon, FR
- 13. Juli 2019: Skulpturenpark Moskau der Tretjakow-Galerie, RUS

## Rezeption
„‚Der Hass ist parteiisch, die Liebe aber ist es noch mehr.‘ Weiss’ Skulptur ist inmitten des Münchner Stadtbilds, in der Nähe zur Akademie der Bildenden Künste, eine Bereicherung mit Erkenntnisgewinn.“

„Ich mache das nicht, um mir ein spektakuläres Objekt vors Haus zu holen […] Ich habe sofort kurzfristig zugesagt, die Love-Hate-Skulptur bei uns aufzustellen, weil sie starke Gefühle versinnbildlicht. Und die passen nicht zuletzt zum Museumsbesuch. Der kann ja als Pflichtübung verstanden werden oder komplett verzaubern. Er kann Staunen aber eben auch Frustration oder sogar Abwehr und Hass erregen.“